# 텐센트 뮤직
텐센트 뮤직 엔터테인먼트(영어: Tencent Music Entertainment Group, 중국어: 腾讯音乐娱乐集团)는 중국 시장을 위한 음악 스트리밍 서비스를 개발하는 회사이다. 주요 앱들은 QQ 뮤직, Kugou, Kuwo 및 WeSing이 포함되어 있으며 8억 명 이상의 사용자와 1억 2천만 명 이상의 유료 가입자를 보유하고 있다.2016년 7월 현재 텐센트 뮤직의 3개 서비스는 중국의 음악 스트리밍 서비스 시장에서 약 56%의 시장 점유율을 차지하고 있다.